# Palais Boyl
Le Palais Boyl est l'un des édifices les plus importants du point de vue historique et artistique du centre historique de Cagliari en Sardaigne. 

## Histoire
Il a été construit en 1840 par Carlo Pilo Boyl, marquis de Putifigari, général d'artillerie et descendant de Filippo Pilo Boyl, qui au XIVe siècle a aidé les Aragonais à vaincre les Pisans et à prendre possession de la forteresse de la ville. À la fin des années 1800, le bâtiment appartenait à la famille Rossi, comme le symbolise le «R», gravé dans certaines fenêtres. Actuellement, les propriétaires sont les comtes des Marches Tomassini Barbarossa.

## Aspect
Le bâtiment est de style néoclassique, semblable à la porte de l'arsenal militaire royal et à la Porta Cristina, deux autres œuvres de Carlo Pilo Boyl. Dans le bâtiment, il y a une balustrade en marbre ornée de quatre statues, chacune symbolisant une saison, tandis que les armoiries de la famille sont sculptées au milieu. Une main tenant une touffe de cheveux (pilu en sarde) pour la famille Pilo, un taureau (boi en sarde) pour la famille Boyl et celui d'Aragon (mâts rouges sur fond doré). 

## Tour du Lion
Le palais comprend la tour du Lion (rebaptisée à tort tour de l'aigle) construite par l'architecte Giovanni Capula, également auteur des deux autres tours de Cagliari: la tour de l'Eléphant et la tour San Pancrazio. Il a été gravement endommagé en 1708 par les bombardements britanniques, en 1717 par les canons espagnols et enfin en 1793 par l'attaque des Français au cours de laquelle il a perdu sa partie supérieure et, réduit presque en ruine, a été incorporé au bâtiment. 
 